# Marthaschwestern
Marthaschwestern werden die Mitglieder der Kongregation der hl. Martha  genannt, einer Ordensgemeinschaft in der  römisch-katholischen Kirche. Die Kongregation wurde 1978 in Südindien gegründet; das Mutterhaus befindet sich in Kattappana im Bundesstaat Kerala.
Der Gemeinschaft gehören weltweit rund 300 Schwestern an. Schwerpunkt der Arbeit ist Indien. Einige Schwestern leben auch in Deutschland und in Italien. Die Marthaschwestern arbeiten meist in Altenheimen, Krankenhäusern sowie in Schulen, Kindergärten, Kinderheimen und in Kirchengemeinden. Mit dem erwirtschafteten Geld unterstützen die Schwestern eine Mission und ein Waisenhaus in Indien.